# ناحیه مرسط
ناحیه مرسط (به عربی: دائرة مرسط) یک ناحیه در الجزایر است که در استان تبسه واقع شده‌است.